# Drapeau du Tennessee
Le drapeau du Tennessee est le drapeau officiel de l'État américain du Tennessee.  Il est constitué de trois étoiles blanches dans un disque bleu cerclé de blanc sur un champ rouge, avec, du côté du battant, une bande verticale bleue séparée du champ par un liseré blanc. Les étoiles ont chacune un bras convergeant vers le centre du disque. Son dessin est dû au soldat LeRoy Reeves du 3e régiment d'infanterie du Tennessee. 
La législature d'État du Tennessee a adopté officiellement le drapeau le 17 avril 1905. 

## Symbolisme
Les trois étoiles représentent les trois principales divisions géographiques de l'État, à savoir le Tennessee-Est, le Tennessee-Moyen et le Tennessee-Ouest. 
La loi de l'État précise que « La disposition des trois étoiles doit être telle que les centres de deux étoiles ne soient pas alignés parallèlement au côté ou à l'extrémité du drapeau et que l'étoile la plus haute sera la plus proche du coin supérieur du guindant. »
Le disque bleu cerclé de blanc sur lequel sont posées les étoiles représente l'unité des trois grandes divisions en un État. 
La bande bleue au battant n'est présente que pour des considérations optiques et ne représente pas le fleuve Tennessee. En effet, selon Reeves lui-même : « La barre bleue finale soulage la monotonie du champ cramoisi et empêche le drapeau de montrer trop le cramoisi lorsque le drapeau pend. » ("The final blue bar relieves the sameness of the crimson field and prevents the flag from showing too much crimson when hanging limp.")
Le vexillologue Steven A. Knowlton note que le drapeau du Tennessee, à l'instar de celui de six autres États du sud de États-Unis, a une unité pragmatique avec le drapeau de la Confédération sudiste, les deux partageant l'élément d'étoiles blanches à l'intérieur d'une charge bleue, elle-même sur un champ rouge.

Drapeau du Gouverneur
Drapeau de l'Assemblée Générale

## Histoire
À l'approche de la guerre de Sécession en 1861, un drapeau est proposé à l'État. Il est modelé d'après le premier drapeau des États confédérés, auquel est ajouté le Sceau du Tennessee dans le canton, au lieu des sept étoiles.
Avant l'adoption du drapeau actuel, l'État du Tennessee a utilisé un drapeau tricolore en rouge, bleu et blanc. Les trois bandes ont été inclinés pour représenter géographiquement les trois régions du Tennessee. Il comprenait le nombre 16 et les mots « The Volunteer State » (L'État des volontaires), représentant du Tennessee est le 16e État de l'Union, et le surnom de l'État.

Drapeau proposé en 1861
Drapeau du Tennessee de 1897 à 1905